# Stars of CCTV
Albums de Hard-Fi
Once Upon a Time in the West
(2007)
Singles
1. Cash Machine
Sortie : 24 janvier 2005
2. Tied up too Tight/Middle Eastern Holiday
Sortie : 14 mars 2005
3. Hard to Beat
Sortie : 20 juin 2005
4. Living for the Weekend (en)
Sortie : 5 septembre 2005
5. Better Do Better
Sortie : 27 février 2006

Stars of CCTV est le premier album studio du groupe britannique de rock alternatif Hard-Fi publié le 11 octobre 2005 par Necessary Records, sous licence Atlantic Records. Grandement enregistré dans un bureau désaffecté, les enregistrements au faible budget de 300 £ sont applaudis par la critique et écoutés à la radio, dépassant ainsi tous les espoirs qu'avait pu imaginer le groupe. Fortement promu par Atlantic Records et surfant sur la vague de son premier single Cash Machine, l'album atteint la tête des ventes britanniques et obtient un double disque de platine outre-Manche. Cité comme le « meilleur album de l'année » 2005 par le NME et nommé la même année au Mercury Music Prize, il se place dans les classements de ventes des pays de l'Europe de l'Ouest et se vend à plus d'1,2 million exemplaires.

## Enregistrement et production
La grande majorité de l'album est enregistrée dans des environnements inhabituels tels que des chambres, des pubs ou un bureau de taxi désaffecté qu'ils ont acheté pour 300 £ et renommé Cherry Lips à cause de la couleur des murs. Le groupe tente de rendre le son plus environnemental en plaçant un micro dans le corridor, ce qui ajoute de l'écho aux bruits extérieurs. Ainsi, il est possible d'entendre les gens qui marchent ou les avions qui passent au-dessus du bâtiment dans certaines chansons. Richard Archer décrit le compresseur TL Audio Fatman utilisé comme « parfait, peu cher et dont il n'est pas nécessaire de savoir ce que l'on y fait ... ». Les enregistrements sont ensuite ré-écoutés dans la BMW de leur producteur Wolsey White.
Avec un faible budget, ils produisent alors 1 000 copies des enregistrements sous la forme d'un mini-album. Le chanteur se rappelle « qu'ils n'avaient pas d'argent mais que le temps était un luxe qu'ils avaient. Alors ils ont passé une année à tout planifier, enregistrer par eux-mêmes, faire les illustrations de l'album et même créer leur site web puisqu'ils avaient un livre de la bibliothèque qui expliquait comment faire ». Cependant, applaudis par la critique, ils écoulent rapidement tout leur stock, puis passent à la radio. Le chanteur dit que « tout est allé très vite, c'est devenu fou en l'espace de deux mois, ce qui était très surprenant ». Hard-Fi commençant à se faire connaître, des exemplaires de leur première production apparaissent sur des sites de ventes, tels qu'eBay, pour 25 £.

## Parution et réception
Le lancement de l'album devait se faire le 7 juillet 2005 au Cheekes, le night club de Staines où ils ont tourné le clip de Hard to Beat, mais le concert est annulé à la suite des graves problèmes de santé de la mère de Richard Archer et aux attentats survenus à Londres le matin-même. Puis, le décès de sa mère les oblige à se retirer ensuite du Glastonbury Festival. La soirée de lancement est alors reprogrammée au 13 juillet avec un concert à Ladbroke Grove, une rue de Londres. Le chanteur du groupe justifie le changement de lieu par le fait qu'il n'est plus ami avec le propriétaire, qui l'a incriminé à la suite d'un incident lors d'un mariage. Il se défend en disant « que tout le monde aime un mauvais mariage donc il ne voit pas où est le problème ».

### Accueil critique
Stars of CCTV reçoit de bonnes critiques à sa sortie puisqu'il obtient un score de 74 % sur Metacritic basé sur vingt-deux avis. MacKenzie Wilson, d'AllMusic, Hard-Fi est « un groupe de garage qui nous plonge dans la monotonie de la vie quotidienne de la banlieue » mais « ils sont une bonne raison de chercher des choses positives ». Dave Simpson, du Guardian, estime que « leur musique rappelle les sonorités des Specials ou des Clash » et que l'album « devrait rapidement les mener dans l'acte deux de la traditionnelle pop, c'est-à-dire devenir célèbre et écrire des chansons sur la vie à Staines qui leur manque ». Pour Mark Beaumont du NME, c'est « l'album de l'année ». Claire Simpson, journaliste pour musicOMH, ajoute que « c'est un excellent album, surtout pour un début, et qu'il possède plein d'énergie », chose qu'elle ne retrouve que dans Is This It? des Strokes et Definitely Maybe d'Oasis. David Raposa, de Pitchfork, y voit « l'émeute prévue depuis longtemps qui peut commencer n'importe où, n'importe quand ». Il est classé 32e meilleur album de l'année 2005 par le magazine Les Inrockuptibles.

### Succès commercial
Après une grosse promotion orchestrée par Atlantic Records, l'album Stars of CCTV rentre de nouveau dans le classement britannique de ventes des albums à la quatrième place le 1er janvier 2006, soit deux places de mieux que ce qu'il avait fait à sa première entrée. Trois semaines plus tard, il passe numéro 1 du classement pendant une semaine. Le single Cash Machine, qui subit le même traitement, entre au quatorzième rang du classement des singles pour la nouvelle année.
L'album reste 102 semaines dans sept classements différents dont la moitié dans son pays d'origine et est certifié double disque de platine au Royaume-Uni. Dans le monde, il s'est écoulé plus de 1,2 million exemplaires, dont le quart est représenté par les ventes britanniques. En 2005, l'opus est nommé pour le Mercury Music Prize mais il est dépassé par I Am a Bird Now de Antony and the Johnsons.

### Classements et certifications
| Pays      | ALL | AUT | FRA | IRL | ITA | P-B | R-U |
| --------- | --- | --- | --- | --- | --- | --- | --- |
| Positions | 20  | 47  | 68  | 5   | 79  | 91  | 1   |

| Pays        | Certifications |
| ----------- | -------------- |
| Royaume-Uni | 2 × Platine    |

## Fiche technique

### Liste des chansons
Toutes les paroles sont écrites par Richard Archer.
| No  | Titre                       | Durée |
| --- | --------------------------- | ----- |
| 1.  | Cash Machine                | 3:42  |
| 2.  | Middle Eastern Holiday      | 3:44  |
| 3.  | Tied Up Too Tight           | 4:48  |
| 4.  | Gotta Reason                | 2:49  |
| 5.  | Hard to Beat                | 4:13  |
| 6.  | Unnecessary Trouble         | 3:44  |
| 7.  | Move on Now                 | 5:08  |
| 8.  | Better Do Better            | 4:37  |
| 9.  | Feltham Is Singing Out      | 4:36  |
| 10. | Living for the Weekend (en) | 3:42  |
| 11. | Stars of CCTV               | 3:58  |

| Les informations proviennent du livret fourni avec l'édition 2005 du CD. Hard-Fi - Richard Archer - chant, guitare, harmonica - Kai Stephens - basse, chœurs - Ross Phillips - guitare, chœurs - Steve Kemp - batterie Musiciens additionnels - Kellie Santin - saxophone sur Unnecessary Trouble et Better Do Better - Nick Etwell - trompette sur Unnecessary Trouble et Better Do Better - Zoe Bailey - cornet à pistons sur Move on Now | - Richard Archer et Wolsey White – production - Richard Archer et Wolsey White – mixage - Dick Beetham – mastering - Warren Clarke - coordination de la production - Albion – art et design de l'album - Bernice King et Ray Kilpatrick – photographie |